# Nectocarcinus antarcticus
Nectocarcinus antarcticus är en kräftdjursart som först beskrevs av Jacquinot 1853.  Nectocarcinus antarcticus ingår i släktet Nectocarcinus och familjen simkrabbor. Inga underarter finns listade i Catalogue of Life.